# 元初
元初（げんしょ）は、後漢の安帝劉祜の治世に行われた2番目の元号である。114年 - 120年。元初7年は4月に改元されて永寧元年とされた。

## 出来事
- 元年1月：元初と改元。

## 西暦・干支との対照表
| 元初 | 元年  | 2年   | 3年   | 4年   | 5年   | 6年   | 7年   |
| 西暦 | 114年 | 115年 | 116年 | 117年 | 118年 | 119年 | 120年 |
| 干支 | 甲寅  | 乙卯  | 丙辰  | 丁巳  | 戊午  | 己未  | 庚申  |